# توکای بزرگ آمریکایی
توکای بزرگ آمریکایی (نام علمی: Turdus fuscater) گونه‌ای از پرندگان خانواده توکایان است که در بولیوی، کلمبیا، اکوادور، پرو و ونزوئلا یافت می‌شود. به عنوان بزرگ‌ترین توکا در آمریکای جنوبی در نظر گرفته می‌شود. اندازه توکای بزرگ آن را از چندین توکای یکنواخت دیگر در محدوده آن متمایز می‌کند. در جنگل‌های کوهستانی نمناک نیمه‌گرمسیری یا گرمسیری و بوته‌زارهای مرتفع زندگی می‌کند، اما می‌تواند از جنگل‌های دگرگون شده و مناطق شهری نیز استفاده کند.

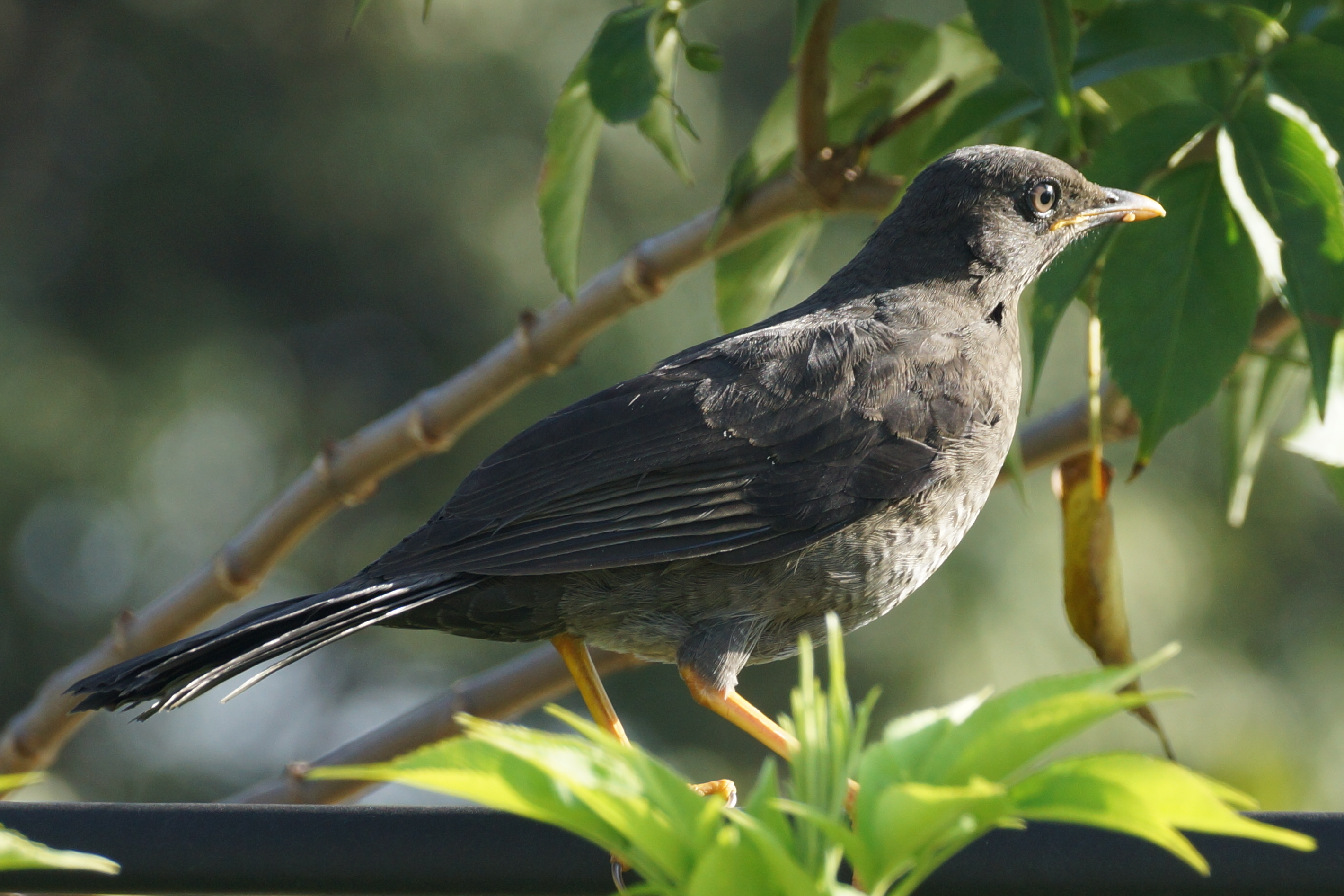
ماده بالغ

این گونه یک پرنده رایج در کوه‌های آند است. دامنه پراکنش آن رشته‌کوه‌های آند در غرب و شمال ونزوئلا تا لارا و تروخیلو، آند کلمبیا، اکوادور، پرو و در نهایت شمال غربی بولیوی را دربر می‌گیرد. در ارتفاعات ۱۸۰۰–۴۰۰۰ متری یافت می‌شود.